# Andrzej Głąb
Andrzej Głąb   (Chełm, 10 de novembre de 1966) és un lluitador polonès, ja retirat, especialista en lluita grecoromana, que va competir durant les dècades de 1980 i 1990.
El 1988 va prendre part en els Jocs Olímpics d'Estiu de Seül, on va guanyar la medalla de plata en la competició del pes minimosca del programa de lluita grecoromana.
Mai va pujar al podi del campionat del món ni d'Europa, però sí guanyà el campionat nacional polonès de 1988, 1989 i 1993.